# HNA-Regiowiki
Das HNA-Regiowiki, auch Kassellexikon genannt, war ein unter freier Lizenz laufendes Regiowiki für den Großraum Kassel bzw. im weiteren Sinne Nordhessens und Südniedersachsens. Am 2. Januar 2006 wurde das Wiki nach einer großen „Artikelspende“ der Hessisch/Niedersächsischen Allgemeinen Zeitung (HNA) gegründet, welche Träger und Betreiber war.

## Schließung
Mit 1.350 registrierten Benutzern, über 14.000 Artikeln (inkl. 11.000 Bilder, Tabellen o. Ä.) und rund 50 Mio. Seitenaufrufe gesamt, war das HNA-Regiowiki im Regiowiki-Ranking der Passauer Neuen Presse unter den drei größten Regiowikis in Deutschland.
Mangels Artikel- und Softwarepflege wurde der Betrieb von den Betreibern des RegioWikis am 28. März 2022 eingestellt. Ein Teil der Inhalte wurde auf die Seite HNA.de übertragen.

## Mitarbeit
Mitarbeit war grundsätzlich jedem nach Eröffnung eines Benutzerkontos möglich, jedoch war zuletzt „aufgrund von massiven, wiederholten Spamattacken […] die Neuanmeldung vorübergehend gesperrt“. Somit war für neue Mitarbeiter eine persönliche Anmeldung beim Betreiber nötig. Altautoren konnten wie gewohnt Beiträge verfassen.

## Abgrenzung zu KasselWiki
KasselWiki ist ein Wiki, das sich konzeptionell historischen, insbesondere kulturgeschichtlichen Aspekten von Kassel und seiner näheren Umgebung widmet.